# NGC 700
NGC 700 ist eine Linsenförmige Galaxie vom Hubble-Typ S0 im Sternbild Andromeda am Nordsternhimmel. Sie ist schätzungsweise 210 Millionen Lichtjahre von der Milchstraße entfernt und hat einen Durchmesser von etwa 50.000 Lichtjahren. Die Galaxie gilt als Mitglied der Galaxiengruppe Abell 262.

Im selben Himmelsareal befinden sich u. a. die Galaxien NGC 703, NGC 704, NGC 705, NGC 710.
Das Objekt wurde am 28. Oktober 1850 vom irischen Astronomen Bindon Blood Stoney, einem Assistenten von William Parsons, entdeckt.